# Kohlberg (Stiermarken)
Kohlberg is een plaats en voormalige gemeente in de Oostenrijkse deelstaat Stiermarken. Het is sinds 2015 een ortschaft van de gemeente Paldau, die deel uitmaakt van het district Südoststeiermark.
De gemeente Kohlberg telde in 2013 513 inwoners en lag tot 2013 in het district Feldbach en vervolgens in Südoststeiermark. Bij de opheffing van de gemeente in 2015 werd het grondgebied opgedeeld tussen Paldau en Gnas. 
Bad Gleichenberg · Bad Radkersburg · Deutsch Goritz · Edelsbach bei Feldbach · Eichkögl · Fehring · Feldbach · Gnas · Halbenrain · Jagerberg · Kapfenstein · Kirchbach-Zerlach · Kirchberg an der Raab · Klöch · Mettersdorf am Saßbach · Mureck · Paldau · Pirching am Traubenberg · Riegersburg · Sankt Anna am Aigen · Sankt Peter am Ottersbach · Sankt Stefan im Rosental · Straden · Tieschen · Unterlamm